# Gheldria
La Gheldria (AFI: /ˈɡɛldrja/; in olandese Gelderland, /'xɛldərlɑnt/ ), anticamente Ghelleri, è una provincia dei Paesi Bassi, situata nella parte centro-orientale del paese. Confina con il Flevoland e l'Overijssel a nord, la Germania (Renania Settentrionale-Vestfalia) a est, il Limburgo e il Brabante Settentrionale a sud, l'Olanda Meridionale e la provincia di Utrecht a ovest. Il capoluogo è Arnhem. Le altre due città più grandi sono Nimega e Apeldoorn. Altre città importanti sono: Doetinchem, Tiel, Harderwijk, Wageningen e Zutphen.

## Storia
La Gheldria fu un ducato del Sacro Romano Impero, comprendente anche parti della provincia del Limburgo e del distretto tedesco di Kleve con la città di Geldern, dove ebbe inizio il ducato. Divenne parte dei Paesi Bassi Asburgici nel 1543.